# Andy LaRocque
Anders Allhage (Gotemburgo, Suecia, 29 de noviembre de 1962), más conocido como Andy LaRocque, es un reconocido guitarrista, compositor y productor musical sueco, miembro de King Diamond (célebre banda danesa de heavy metal) y dueño de los estudios de grabación Sonic Train Studios.

## Biografía
Andy LaRocque inició su carrera en la banda sueca de hard rock Swedish Beauty, que pronto cambiaría el nombre a Swedish Erotica. Tiempo después colaboraría con la banda Death en el álbum Individual Thought Patterns y en la banda IllWill en el álbum de Evilution. IllWill se formó con miembros de Mercyful Fate.
LaRocque contribuyó con un solo de guitarra en la canción "Cold", del álbum Slaughter of the Soul de la banda sueca At the Gates. El productor Fredrik Nordström fue el que tuvo la idea e inmediatamente contacto a LaRocque, el cual aceptó. El guitarrista de At The Gates, Anders Björler, dio a LaRocque un casete con la canción grabada. La canción fue grabada y finalizada rápidamente en la casa de Andy LaRoque. Dos días antes de recibir el casete, LaRocque grabó un solo de guitarra en menos de media hora. Björler describió el solo como "excelente", y en noviembre de 2007, él admitió en una entrevista que aún no podía tocar el solo correctamente.
El también fue invitado a tocar en la banda Falconer, en el álbum Chapters from a Vale Forlorn, en donde participó como guitarrista líder en la canción "Busted To The Floor".
ciópn
Él es propietario de un estudio de grabación llamado "Los Angered Recordings" en Angered, Suecia, desde 1995, en donde se han grabado álbumes de muchas bandas. En el 2007, Andy trasladó su estudio hacia Varberg, además de cambiarle el nombre a "Sonic Train Studios", en el cual, hasta la fecha se siguen produciendo álbumes de hard rock y metal.

## Discografía

### ConE.F. Band
- One Night Stand (1985)

### ConKing Diamond
- Fatal Portrait  (1986)
- Abigail  (1987)
- Them  (1988)
- The Dark Sides  (EP, 1988)
- Conspiracy  (1989)
- The Eye  (1990)
- In Concert 1987: Abigail  (live, 1991)
- A Dangerous Meeting   (compilation, 1992)
- The Spider's Lullabye  (1995)
- The Graveyard  (1996)
- Voodoo  (1998)
- House of God  (2000)
- Abigail II: The Revenge  (2002)
- The Puppet Master  (2003)
- Deadly Lullabyes: Live  (2004)
- Give Me Your Soul...Please  (2007)

### ConDeath
- Individual Thought Patterns (1993)

### ConIllWill
- Evilution (1999)

### Con X-World/5
- New Universal Order (2008)

### Como invitado
- At the Gates – Slaughter of the Soul (1995), solo de guitarra en la canción "Cold"
- Roadrunner United - (2005), un fragmento del solo de la canción "Constitution Down"
- Evergrey – The Dark Discovery (1998)
- Dimmu Borgir – Puritanical Euphoric Misanthropia (2000), solo de guitarra en "Devil's Path"
- Einherjer – Norwegian Native Art (2000), solo de guitarra en "Doomfaring"
- Falconer – Chapters from a Vale Forlorn (2002), guitarra líder en "Busted To The Floor"
- Yyrkoon – Unhealthy Opera (2006), solo de guitarra en "Horror from the Sea"
- Melechesh – Sphynx (2004), solo de guitarra en "Putrifier of the Stars"
- Witchery - Witchkrieg (2010) - solo de guitarra en "From Dead to Worse"
- At the Gates - To Drink from the Night Itself - solo de guitarra en "In Nameless Sleep"

### Como productor
Andy LaRocque ha producido estos álbumes en su propio estudio de grabación, en Vargberg, llamado Sonic Train Studios.
- Ancient -"Proxima Centauri" (2001)
- Swordmaster – Postmortem Tales (1997)
- Taetre - The Art
- Einherjer – Odin Owns Ye All (1998)
- Midvinter – At the Sight of the Apocalypse Dragon (1998)
- Skymning – Stormchoirs (1998)
- Sacramentum – Thy Black Destiny (1999)
- Sacramentum – The Coming of Chaos (1997)
- Taetre – Out Of Emotional Disorder (1999)
- The Awesome Machine – It's Ugly or Nothing (2000)
- Astroqueen – Into Submission (2001)
- Evergrey – In Search of Truth (2001)
- Falconer  – The Sceptre of Deception (2003)
- Ironware – Break Out (2003)
- Runemagick – Darkness Death Doom (2003) – solo productor en batería
- Eidolon – Apostles of Defiance (2004)
- Evergrey – The Dark Discovery (2004)
- Evergrey – Solitude, Dominance, Tragedy (2004)
- Melechesh – Sphynx (2004)
- Morifade – Domination (2004)
- Soul Reaper – Liferazer (2004)
- Dragonland – The Battle of the Ivory Plains (2005)
- Einherjer – Norwegian Native Art (2005)
- Falconer – Grime vs. Grandeur (2005)
- Sandalinas – Living on the Edge (2005)
- Runemagick – Envenom (2005)
- Lord Belial - Nocturnal Beast (2005)
- Darzamat – Transkarpatia  (2005)
- XXX - Heaven, Hell or Hollywood? (2008)
- Siebenbürgen - Revelation VI (2008)
- Tears of Glory - The Innocent Sin Of Existence (2008)
- Total Death - Somatic (2009)
- Kondena - Primitiva Devastación (2010)

#### Recopilatorios
- Metalmeister, Vol. 2 (1997)
- Deathmeister, Vol. 1 (1998)
- Metalmeister, Vol. 3 (1998)
- Metal Blade Records 20th Anniversary (2002)
- Louder Than the Dragon: The Essential of Limb Music (2004)